# Elecciones de Estados Unidos de 2009
Este artículo es sobre las elecciones de Estados Unidos del 3 de noviembre de 2009. Para información general sobre los días de elecciones en los Estados Unidos, véase Lista de elecciones de Estados Unidos.
Las elecciones de Estados Unidos de 2009 fueron realizadas el martes 3 de noviembre de 2009 siendo unas elecciones fuera de año y se celebraron sólo las elecciones del Congreso de los Estados Unidos fueron elecciones especiales. Sin embargo, hubo elecciones a gobernadores, elecciones legislativas estatales, y numerosas elecciones de alcaldes e iniciativas en varias ciudades, y propuestas locales.

## Congreso de los Estados Unidos
Hubo al menos tres elecciones especiales a la Cámara de Representantes de los Estados Unidos, pero no se programaron elecciones especiales al Senado de los Estados Unidos.

## Elecciones a gobernadores
Los estados de Nueva Jersey y Virginia, junto con el territorio estadounidense de las Islas Marianas del Norte, tendrán elecciones para gobernador en 2009.

## Elecciones estatales legislativas
Entre las elecciones legislativas que se hicieron, fueron las de Nueva Jersey, Virginia y la Islas Marianas del Norte junto con sus respectivas elecciones para gobernador.

## Elecciones municipales
Numerosas ciudades, condados, juntas escolares, distritos especiales y otros eligieron miembros en 2009.
- Datos: Q7892467